# Camiri
Camiri es una ciudad y municipio, conocida como la capital petrolera de Bolivia, ubicada en la provincia de Cordillera en el departamento de Santa Cruz situada a orillas del río Parapetí; es una de las ciudades principales del Chaco boliviano. El municipio tiene una población de 33 838 habitantes (según el Censo INE 2012).

## Toponimia
El nombre de Camiri proviene del idioma guaraní. Caá del guaraní ka'a significa "planta" que describe una planta cuyo tallo, raíz y ramaje no presentan lignificación, es decir, carecen de las estructuras leñosas típicas de la madera en árboles y arbustos aunque también se le da el significado de "monte o selva de regular tamaño o altura". Mi es un diminutivo de ka'a, que significa pequeño, chico, poco, humilde. (Citado en: Arte de la Lengua Guaraní. Antonio Ruiz de Montoya 1724. Pág. 252) Ri es una sílaba que hace de complemento añadido por la lengua castellana que carece de significado.
Escribe en 1774 José Sánchez: "Los españoles no quitan los palillos de las ramas, sino que con las hojas los quebrantan y mezclan, por eso su yerba se llama con palos, y no es muy estimada. Los guaraníes, muelen solamente sus hojas. Esa es la yerba Caamiri tan afamada.

## Historia
Camiri está inmersa en el territorio de lo que desde la época de la colonia se empezó a conocer con el denominativo de la Cordillera de los Chiriguanos, o simplemente Cordillera; el cual comprendía lo que hoy es la Provincia Cordillera y grandes territorios aledaños. Este nombre se debe a su conformación fisiográfica ya que los chiriguano–guaraníes ocupaban gran parte de esta región cordillerana andina.

### Época colonial
Durante la época de la colonización española, una Cédula Real del 17 de diciembre de 1743 acreditó que el territorio de la Provincia Cordillera llegaba por el sur hasta las riberas del río Pilcomayo, y por el este hasta el río Paraguay.
En 1758 Joseph Medina y Pedro Camargo, ubicaron a Camiri entre Pipi y el Palmar de “Salinas” (Karandaiti, ubicación de la actual Salinas), con cuatro pueblos o “malocas”.
En 1791 Fray Francisco del Pilar habría pasado por la comunidad Camiri. Se indica que sus habitantes pasaban de 3000 personas. Debido a los constantes ataques de los indígenas chiriguanos a las misiones y poblados españoles, en 1800 se fundó la población y fuerte de San Miguel de Membiray a orillas del río Parapetí, en la actual localidad vecina de Choreti, siendo uno de los últimos fuertes construidos por el Imperio español dentro del territorio de los chiriguanos. Este fuerte fue construido durante la gestión del español Francisco de Biedma y Narváez, gobernador de la Intendencia de Cochabamba en la que se encontraba la región, y junto al fuerte de San Carlos de Saypurú, fueron los dos fuertes militares que se establecieron en la cordillera chiriguana.

### Época republicana
El 23 de enero de 1826 se creó mediante Decreto Supremo el Departamento de Santa Cruz, denominándose Provincia Cordillera a la región chaqueña, creada en la misma fecha.
El D.S. de 24 de septiembre de 1857 señala que Cordillera queda sujeta a la jefatura política de Santa Cruz, con total independencia de la de Vallegrande.
Solamente tres meses más tarde, el D.S. de 25 de diciembre de 1857 dio lugar a la creación de la Jefatura Política de Cordillera, el cual no se aplicó.
Por Ley de 1863, se crearon las Prefecturas y Subprefecturas en los departamentos y provincias del país respectivamente, para reemplazar a las Jefaturas Políticas creadas por Decreto Supremo de 25 de diciembre de 1857. Los subprefectos estarían a cargo de la recaudación de la contribución indígena.

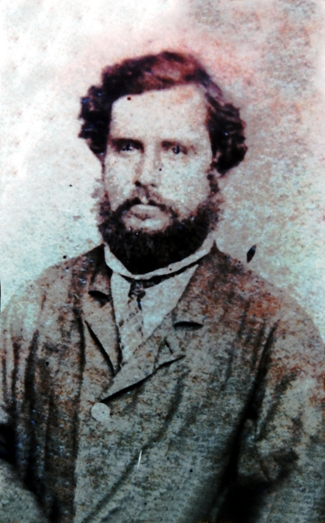
David Vannucci Foxcy.

El año 1865, llegaron a la provincia Cordillera los inmigrantes italianos David Vanucci Foxzy, Pedro Polli y Pedro Bossi, por la zona del río Parapetí y los contrafuertes andinos.
Es notable que ese mismo año se fundaba en Estados Unidos la Standard Oil Company y que, también a partir de 1865, Bolivia otorgó concesiones petroleras.
El 28 de marzo de 1867, la Secretaría Gral. De Estado, Sección hacienda, en La Paz, dispone que la Sub–prefectura de la Provincia ponga en posesión de los lugares a los indígenas. Para esta diligencia la Sub–Prefectura comisiona a los peritos Fernando Orellana y Juan Bautista Salazar del vecindario de Itakua, quienes dan posesión el 18 de agosto de 1867 a los indicados capitanes, el terreno tenía extensión de una y media legua por dos leguas, los peritos apreciaron su valor en 500 pesos.
En 1868, Mariano Villavicencio, natural de Santa Cruz de la Sierra, con poder otorgado ante Juan B. Justiniano (de Lagunillas) Notario de 3.ª clase, firma a ruego de Benedicto Ayala, en representación de Bocapi, Tamborero, Yaguatimma y Ayuripa –“capitanes” del Pueblo de Camiri–, solicitando la adjudicación de las tierras que habitan de acuerdo a las leyes vigentes, señalando las siguientes colindancias: Al norte y naciente la propiedad de Carlos Santiesteban, al sud y poniente la propiedad del Presbítero José Miguel Montero.
En el expediente donde quedaron los documentos de estos hechos también figura a 12 de octubre de 1869, la escritura de venta por la cual Mariano Villavicencio se hace propietario de las tierras por 157 pesos, por los indígenas firman Manuel Jesús Hurtado y Pedro Telmo Suárez, actúa como testigo Rafael Romero y certifica el Notario Juan B. Justiniano en “Yuti”.
En 1877 la Junta Directiva de la provincia Cordillera dirige al gobierno una extensa nota, acompañada de documentos, sobre el derecho de esa provincia a los territorios de Cuevo e Ibo, pretendidos por el departamento de Chuquisaca.
En 1899 los juicios que sostuvo el señor Villavicencio con otras personas originaron la puesta en remate de las tierras de Camiri.
Como dato adicional se indica que los expedientes judiciales de 1889 señalan: “al Ava, de nombre Guirandari como nacido en el Pueblo Indígena de Camiri”.
Camiri, pertenecía a fines del siglo XIX al Tenta guasu de Yuti que estaba subordinado al de Kaipependi, a principios de 1890 el Mburuvicha (capitán) era Guirakota II.
En 1892, Camiri, Alto Camiri, Yuti y Taceti participan en el alzamiento bajo del mando de Kariti y Yarey.
A principios del siglo XX, David Vanucci Foxzy obtiene las tierra y se estableció en la antigua comunidad de Ca'a miri (actualmente conocida como Alto Camiri) estructurando un puesto ganadero en el lugar denominado Isipoty o Ysipoty, en el actual Camiri, mientras que sus paisanos lo hicieron en Lagunillas. David Vanucci Foxzy se dedicó a la actividad agropecuaria, transformando luego dicha comunidad en una estancia ganadera. Esta estancia ganadera fue creciendo hasta ocupar grandes extensiones de terreno todas ellas a orillas del río Parapiti; tal es así que aguas abajo, en la orilla opuesta a Chorety e Itanambicua.

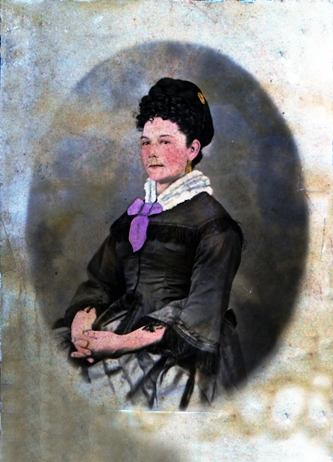
Amelia Vannucci de Zabalaga.

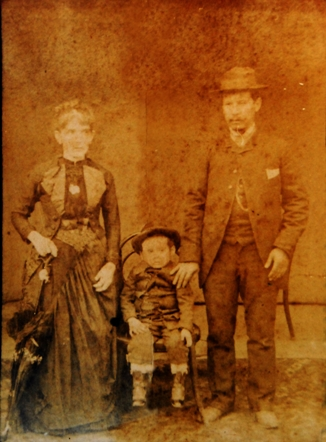
Carmen Gonzales Franco, David Vannucci Gonzales (el infante), Manuel Vannucci Vargas.

Manuel Vannucci Vargas y Amalia Vannucci Vargas, hijos de David Vanucci, heredaron Isipoty y Ca'a miri. Luego, Manuel Vanucci falleció antes de 1920, quedando su esposa e hijos como herederos de Alto Camiri y de Isipoty, que ya se lo iba conociendo como Camiri.

### Capital petrolera de Bolivia
En 1922 llegaron al lugar los primeros personeros de la Standard Oil Co. of Bolivia, quienes armaron las primeras carpas y viviendas del campamento de exploración casi en las laderas del cerro Sararenda en el lugar actualmente denominado Peña Blanca. Entraron en tratativas con la propietaria Carmen Gonzales, viuda de Vanucci, para conseguir el arrendamiento de algún terreno para sus instalaciones. Ella les concedió el puesto ganadero Isipoty, lugar que en riberas del río instalaron una bomba de impulsión de agua para la provisión su campamento, hecho por el cual la gente empezó a identificarla como La Bomba.
Bolivia otorgó concesiones petroleras, primero a personas individuales, luego a sindicatos o sociedades, lo cual fue hecho indiscriminadamente y a su vez atrajo la atención de diversas empresas extranjeras, las que, a pesar de los esfuerzos y leyes bolivianas, a espaldas de ellas, por presiones sobre ellas, y también con la complicidad de autoridades que permitieron vulnerarlas, trataron dichas concesiones como mercadería de compra/venta; y es por esta vía que a partir del 3 de marzo de 1921 la Standard Oil Co. obtiene concesiones, contratos y aprobaciones que le dio potestad sobre 7 millones de hectáreas del territorio boliviano; entre las que se encontraba el Chaco.
La Standard Oil Co. inició sus trabajos en la serranía del Candado, descubriendo petróleo en Bermejo (1924), luego avanzó con su exploración hacia el norte. Con la ayuda de las naciones guaraníes encontraron afloramientos petrolíferos que fueron perforados hasta lograr extraer hidrocarburos por la zona de Yaguacua en Sanandita (1926) y por la zona de Los Monos en los que actualmente se conoce como Camiri (1927) y también en Camatindi (1931). En Camiri y Sanandita, la Standard Oil Co. instaló refinerías.
La primera refinería de Camiri la construyó la Standard en 1930 en terrenos de Isipoty al cual se conocía como La Bomba.
Alrededor del campamento y de la refinería se fue desarrollando la población urbana que posteriormente adoptó el nombre de la hacienda de Dña Carmen Gonzales Vda. de Vannucci –Camiri–.
El ingreso de la Standard Oil marcó un hito en la conformación social de Camiri, puesto que atrajo a trabajadores de otras partes de Bolivia y algunos inmigrantes extranjeros (alemanes, polacos, sirios, libaneses, turcos, italianos, argentinos, etc.), que llegaron a establecerse en la zona, buscando engrosar las filas de la industria petrolífera que se conformaba. 

### Guerra del Chaco
En 1932 estalló la Guerra del Chaco entre Bolivia y Paraguay. La población boliviana empezó a percibir diversos hechos que la desencantaron con respecto a las expectativas y esperanzas que guardaban en referencia a la Standard Oil. Co. ya que ésta, poco a poco había ido suspendiendo sus trabajos exploratorios y trasladando sus equipos y materiales a la Argentina, demostrando con ello que no tenía ningún ánimo de cumplir sus compromisos con Bolivia. Esta actitud negativa llegó a extremos, cuando en plena conflagración la Standard se declaró “neutral” y negó los pedidos del gobierno de producir gasolina para los aviones del ejército, lo que obligó al ejército a intervenir y tomar el control de los pozos y las refinerías.
La guerra entró en la etapa de cese de hostilidades el 14 de junio de 1935 (tres años después, en 1938, sería firmado definitivamente el Tratado de Paz del Chaco), pero en vista de que la permanencia en el lugar de la Dirección General de Etapas del Ejército y la ampliación de la refinería de la Standard había provocado la formación de un apreciable núcleo poblacional. Es por esto que el 12 de julio de 1935 se expidió un Decreto Supremo, durante el gobierno de José Luis Tejada Sorzano, que viabilizó la expropiación de 300 ha de terreno de la señora Carmen Gonzales para efectuar el trazado del área urbana y con ello oficializar el nacimiento de Camiri.
Hasta ese momento era en Choreti, un pueblo situado a 4 km al norte (hoy parte de Camiri) en la otra banda del río Parapetí, donde convergían casi todas las actividades. Allí se desarrollaba una febril actividad por haberse concentrado en ese lugar casi todo el movimiento militar como resultado de la desmovilización y demás seguridades de posguerra y por ello, tenía mayor población que Camiri.
Lo percibido sobre la Standard durante la guerra, sumado a otros hechos que habían ocurrido previamente pero que recién fueron conocidos, como la exportación clandestina de petróleo boliviano a la Argentina que efectuó la Standard en 1925 y 1926, y además la polémica explicación dada por su gerente de que “no había delito alguno, puesto que se trataba de su petróleo, de sus campos, y que lo más que se podía reclamar era la no entrega del porcentaje que correspondía al Estado boliviano”, fue lo que condujo a que el 21 de diciembre de 1936 se firme el Decreto Supremo de creación de Yacimientos Petrolíferos Fiscales Bolivianos (YPFB). El 13 de marzo de 1937 el gobierno boliviano decretó la caducidad de las concesiones de la Standard Oil Co. y su expulsión, con lo que todas sus instalaciones fueron traspasadas a la recientemente creada empresa estatal petrolera.

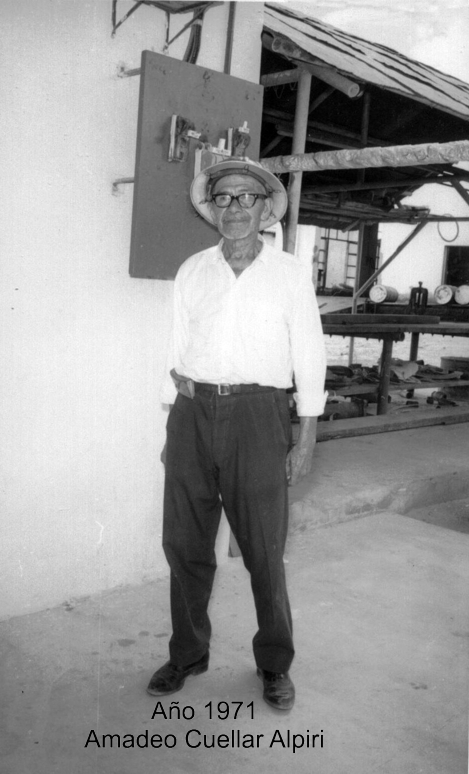
Amadeo Cuéllar Alpiri: Empezó a trabajar en la Richmond Levering, luego en la Standard Oil Company, y pasó a YPFB desde su creación hasta 1972 año de su jubilación; falleció a principios 1976.

### Creación de YPFB

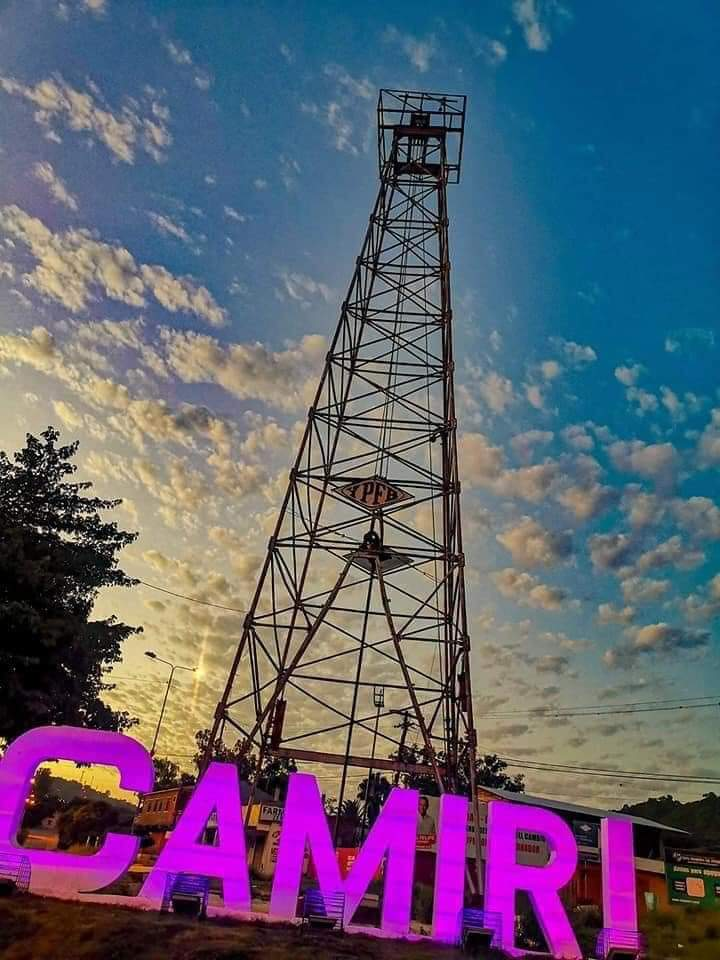
La Torre de YPFB - Monumento representativo de Camiri

Los señores Germán Rovira, Fadrique Muñoz Reyes, y Eduardo Hinojosa A. fueron posesionados como administradores en Camiri, Sanandita y Bermejo respectivamente. Igualmente, fueron contratados por YPFB ex–trabajadores de la Standard de Camiri y Sanandita, entre los que se puede mencionar: Roberto Sinclair, Amadeo Cuéllar, Santiago Rojas, Faustino Lamas, Juan Mocobono, Tomás Artunduaga, Justo López, Luis Arroyo, y Francisco Menacho.
En 1938, Choreti tuvo que ser quemado casi por completo debido a la aparición de la peste bubónica, y gran parte de su población huyó a refugiarse en Camiri. Debido a la práctica desaparición de Choreti, es que Camiri recibió un gran impulso para su propio crecimiento.
La década de los 40 constituyó para YPFB una etapa de transición, escasa de fondos y de personal, con grandes planes, con equipos rudimentarios, y escasa producción. Situación que en este decenio fue resolviéndose gradualmente. Camiri, como población ligada a la perspectiva petrolera, continuó creciendo.
La década de los 50, señala en su primer quinquenio “La Etapa de Oro de YPFB” pues los esfuerzos de la década anterior dieron grandes resultados. A esto se sumó la asignación de fondos, la creación en 1953 del Dpto. de Exploración en Camiri y el descubrimiento de nuevos pozos y campos productivos, con lo que para 1954 se logró el autoabastecimiento nacional.
Los oleoductos y refinerías empezaron a trabajar continuamente y a capacidad plena. En el segundo quinquenio de esa década se construyeron varios oleoductos y poliductos; y se promulgó el Código del Petróleo.
En 1956 YPFB puso en funcionamiento una fábrica de tambores (turriles) para embase. En 1957 se puso en marcha la primera planta de lubricantes. Camiri, íntimamente ligada a ese crecimiento también crecía febrilmente. Sin embargo, a partir de 1957 se empezó a percibir una caída en la producción.
La década de los 60 estuvo caracterizada, al comienzo del periodo, por algunos hechos que configuraban un estancamiento en el desarrollo de YPFB, debido a la falta de cooperación del gobierno, a la política inflacionaria que a fines de la década del 50 soportó el país, y al descenso de la producción; lo cual descapitalizó a YPFB. Pero, al final de los 60, se observó una suerte de reivindicación, un mejoramiento en el trato del gobierno, y logros en los trabajos de exploración y explotación. En 1967 se descubrió el Pozo Monteagudo 5 y también el pozo San Alberto. El desarrollo del Campo Monteagudo significó la concentración de personal, equipos y maquinaria más grande para un campo de explotación registrada en la historia de YPFB.

### Actualidad

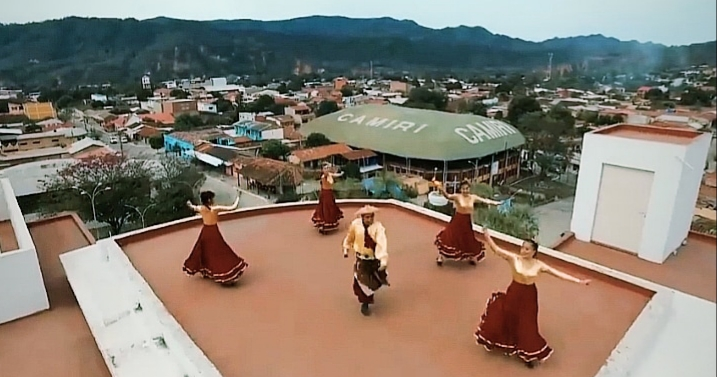
La Chacarera, una de la danzas típicas de la ciudad de Camiri

En la actualidad, Camiri es una ciudad muy pujante, con aproximadamente 30 000 habitantes, sede de la subgobernación de la provincia Cordillera y una de las ciudades más grandes y pobladas del Chaco boliviano. Es también sede del Comando de la Cuarta División de Ejército, compuesto por los regimientos: Abaroa 1.º de Caballería, con asiento en Choreti; Bullain 4.º de Artillería, con asiento en Cuevo; Boquerón 11.º de Infantería, con asiento en Charagua y el regimiento Campos 6.º de Infantería con asiento en Boyuibe. Cuentan con gran capacidad ofensiva y de movilización, además participaron en acciones sobre estas regiones, en la Guerra del Chaco (1932-1936).
También es sede de la Facultad Integral del Chaco (FICH), perteneciente a la Universidad Autónoma Gabriel René Moreno (UAGRM) con 3500 alumnos activos a 2012.

## Geografía
El municipio de Camiri se encuentra en la región del Chaco boliviano, al sureste de Bolivia. Se encuentra rodeado por los macizos de Ñancahuazú y la serranía Sararenda al oeste, mientras que al este se encuentran las serranías Carohuaycho y Charagua, que son parte del subandino, es decir las últimas estribaciones orientales de la cordillera de los Andes. Presenta una topografía accidentada, con pendientes pronunciadas y discontinuas, así como algunos valles y planicies, especialmente en las riberas de los ríos.
El punto más bajo se encuentra al este del municipio, cerca del río Parapetí, a 626 metros sobre el nivel del mar, mientras que el punto más alto está en la serranía del Sararenda, a 1886 m s. n. m.

## Clima
El clima de la ciudad de Camiri, según la Clasificación climática de Köppen es templado con invierno seco y veranos cálidos (Cwa). Debido a su latitud y altitud, Camiri se encuentra dentro de la única zona de Bolivia con clima de tipo subtropical o templado a una altitud menor a los 1000 m s. n. m. con estaciones definidas, veranos muy cálidos e inviernos templados con días fríos en los que se presentan heladas ocasionales.
| Parámetros climáticos promedio de Camiri, Bolivia            | Parámetros climáticos promedio de Camiri, Bolivia | Parámetros climáticos promedio de Camiri, Bolivia | Parámetros climáticos promedio de Camiri, Bolivia | Parámetros climáticos promedio de Camiri, Bolivia | Parámetros climáticos promedio de Camiri, Bolivia | Parámetros climáticos promedio de Camiri, Bolivia | Parámetros climáticos promedio de Camiri, Bolivia | Parámetros climáticos promedio de Camiri, Bolivia | Parámetros climáticos promedio de Camiri, Bolivia | Parámetros climáticos promedio de Camiri, Bolivia | Parámetros climáticos promedio de Camiri, Bolivia | Parámetros climáticos promedio de Camiri, Bolivia | Parámetros climáticos promedio de Camiri, Bolivia |
| Mes                                                          | Ene.                                              | Feb.                                              | Mar.                                              | Abr.                                              | May.                                              | Jun.                                              | Jul.                                              | Ago.                                              | Sep.                                              | Oct.                                              | Nov.                                              | Dic.                                              | Anual                                             |
| ------------------------------------------------------------ | ------------------------------------------------- | ------------------------------------------------- | ------------------------------------------------- | ------------------------------------------------- | ------------------------------------------------- | ------------------------------------------------- | ------------------------------------------------- | ------------------------------------------------- | ------------------------------------------------- | ------------------------------------------------- | ------------------------------------------------- | ------------------------------------------------- | ------------------------------------------------- |
| Temp. máx. abs. (°C)                                         | 42                                                | 40.1                                              | 39                                                | 36                                                | 32.6                                              | 31.7                                              | 33.9                                              | 36.3                                              | 38.8                                              | 38.4                                              | 41                                                | 41.2                                              | 42                                                |
| Temp. máx. media (°C)                                        | 28.6                                              | 27.4                                              | 26.4                                              | 24.7                                              | 21.7                                              | 21.3                                              | 22.1                                              | 26.1                                              | 28.8                                              | 29.7                                              | 29.4                                              | 28.7                                              | 26.24                                             |
| Temp. media (°C)                                             | 23.3                                              | 22.6                                              | 21.8                                              | 20.2                                              | 17.2                                              | 16                                                | 15.8                                              | 18.7                                              | 21.4                                              | 23.1                                              | 23.4                                              | 23.4                                              | 20.6                                              |
| Temp. mín. media (°C)                                        | 19.1                                              | 18.9                                              | 18.4                                              | 16.6                                              | 13.7                                              | 12                                                | 10.8                                              | 12.5                                              | 15.2                                              | 17.7                                              | 18.5                                              | 19.1                                              | 16.04                                             |
| Temp. mín. abs. (°C)                                         | 9.4                                               | 9                                                 | 8                                                 | 2.5                                               | 0.6                                               | -3                                                | -5                                                | -4                                                | -1                                                | 4.6                                               | 7                                                 | 6.4                                               | -5                                                |
| Precipitación total (mm)                                     | 220                                               | 181                                               | 149                                               | 69                                                | 31                                                | 19                                                | 16                                                | 11                                                | 26                                                | 66                                                | 116                                               | 183                                               | 1021                                              |
| Días de precipitaciones (≥ 1.0 mm)                           | 14                                                | 13                                                | 12                                                | 9                                                 | 6                                                 | 4                                                 | 3                                                 | 2                                                 | 4                                                 | 8                                                 | 10                                                | 13                                                | 98                                                |
| Humedad relativa (%)                                         | 77                                                | 80                                                | 81                                                | 79                                                | 76                                                | 76                                                | 66                                                | 55                                                | 49                                                | 59                                                | 63                                                | 74                                                | 70                                                |
| Fuente n.º 1: Climate Data                                   |                                                   |                                                   |                                                   |                                                   |                                                   |                                                   |                                                   |                                                   |                                                   |                                                   |                                                   |                                                   |                                                   |
| Fuente n.º 2: Servicio Nacional de Meteorología e Hidrología |                                                   |                                                   |                                                   |                                                   |                                                   |                                                   |                                                   |                                                   |                                                   |                                                   |                                                   |                                                   |                                                   |

## Demografía
De acuerdo con el censo boliviano de 2024, la población del municipio de Camiri es de 32 656 habitantes.
La población del municipio varió poco entre 1992 y 2024, mientras que la población de la ciudad ha aumentado significativamente durante las últimas tres décadas y media, aunque a mediados de la década de 1990 la población disminuyó un poco debido a la privatización de la industria petrolera y la reducción asociada de la fuerza laboral:
| Año  | Habitantes (municipio) | Habitantes (ciudad) | Fuente                  |
| ---- | ---------------------- | ------------------- | ----------------------- |
| 1976 | -                      | 19.782              | Censo boliviano de 1976 |
| 1992 | 32.092                 | 27.971              | Censo boliviano de 1992 |
| 2001 | 30.897                 | 26.505              | Censo boliviano de 2001 |
| 2012 | 33.838                 | 28.855              | Censo boliviano de 2012 |
| 2024 | 32.656                 |                     | Censo boliviano de 2024 |

## Economía

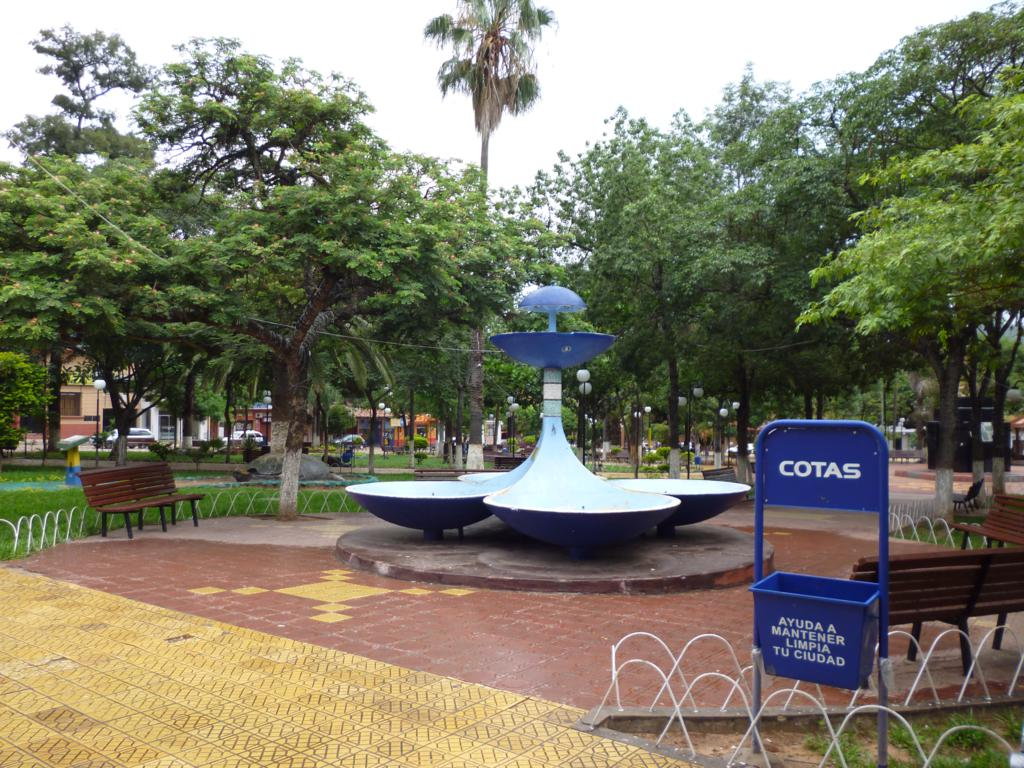
Fuente en la Plaza central

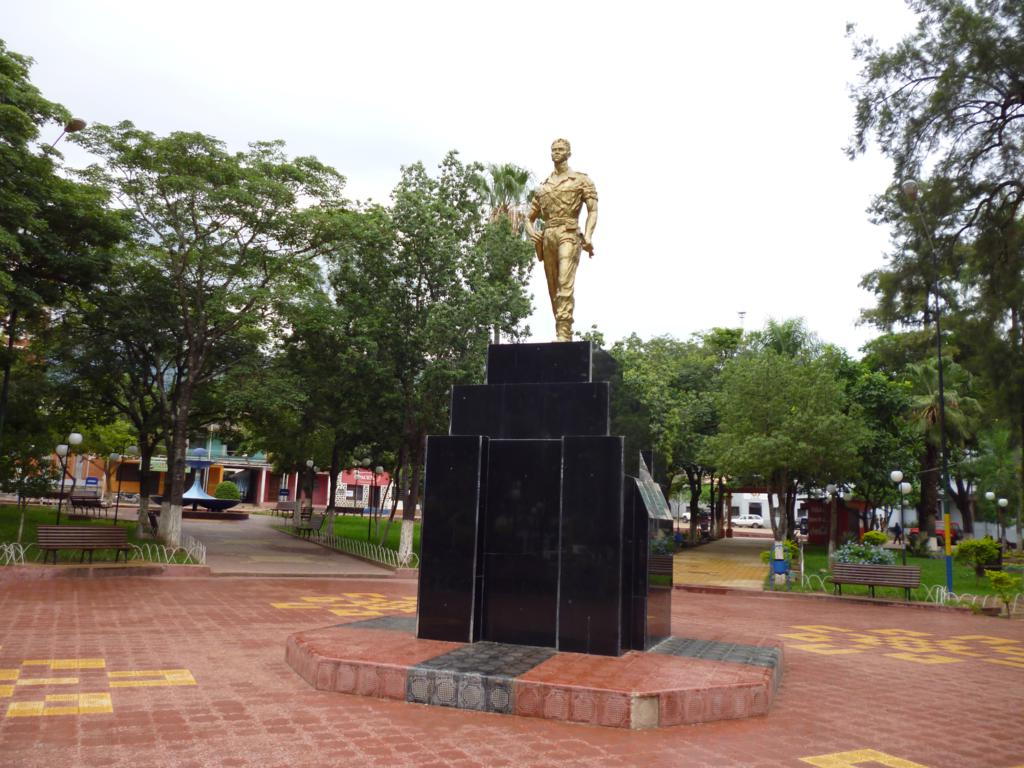
Estatua a Germán Busch en la Plaza central

Camiri fue sede de importantes empresas petroleras dedicadas a la explotación de hidrocarburos. A partir de la capitalización en 1998, las empresas migran de la población, hacia la capital departamental.
El comercio local, aunque en la Provincia Cordillera sus habitantes son en su mayoría guaraníes, Camiri está en manos de población de origen mestizo criollo.
Para Camiri, la aplicación de la Ley de Capitalización tuvo un profundo y negativo impacto, pues esta población que fuera elegida y nombrada como “Capital Petrolera de Bolivia” por ser el lugar históricamente estratégico para la administración del desarrollo primordialmente de la actividad económica primaria ejercida en todo el Chaco boliviano dada por la obtención de hidrocarburos directamente de la naturaleza, recurso natural no renovable con que generosamente dotó la naturaleza a esta región, y también del desarrollo de la Actividad Económica Secundaria dada por la incipiente industrialización de dicho recurso; actividades que con una dependencia casi exclusiva de ellas, originaron la estructuración de una serie de actividades económicas terciarias (prestación de servicios de salud, educación, energía eléctrica, agua potable y el drenaje, bancos y entidades financieras, centros deportivos, transporte, hoteles y restaurantes).
Las empresas petroleras asociadas a YPFB tomaron el mando y control de dicha actividad, provocando la virtual desintegración de la propia existencia y vigencia de YPFB a nivel nacional, ya que prácticamente desaparecieron las Administraciones Distritales; siendo este el caso del Distrito Sur de YPFB que con dominio jurisdiccional sobre todo el Chaco boliviano tenía asentado en la ciudad de Camiri su cuartel general y por ende oficinas y talleres, y en los que hasta antes de la Ley de Capitalización trabajaban algo más de 2000 personas; y en los que después de ella y durante casi una década no permanecieron más que 3 personas.
La desaparición de la actividad petrolera sumada al fortalecimiento de la administración municipalizada del país dada por la Ley de Municipalidades, que recluyó el cotidiano accionar de los camireños dentro de los límites del municipio de Camiri, exiguo en tamaño, escabroso en su topografía y muy poco favorecido en recursos naturales, no solo restó poder regional a la ciudad de Camiri, sino que lo desplazó hacia Yacuiba en la que inicialmente florecía la actividad de comercio internacional y hacia Villamontes, ambas ciudades capitales de municipios que poseen reservas petroleras y grandes extensiones de tierra apta para el agro y la pecuaria, y que tienen influencia sobre sus municipios aledaños de las mismas características.
Sin embargo, esta situación no llegó a provocar una estrepitosa caída del estilo de vida en Camiri, pues es amortiguada o retardada en forma perceptible principalmente por:
- La dinámica que previamente confirieron a sus actividades las existentes organizaciones locales prestadoras de servicios, que por inercia y por inexistencia de estos servicios en otras localidades de la región chaqueña, continuaron el desarrollo de las mismas. Aunque en la actualidad, ya se percibe que lenta pero paulatinamente se va sufriendo el cierre o traslado de muchas de ellas (Ej. Banco Central, Banco de Santa Cruz, Sodería Oriente). Y hay que destacar el significativo caso de las entidades educativas primarias y secundarias que por su número, son una fuente de ingresos monetarios para el municipio debido a los sueldos de los docentes y a los gastos operativos de los alumnos que provienen de municipios aledaños; siendo notable un caso de crecimiento dado por la Facultad Integral del Chaco.

- Los intereses ganados por el dinero depositado en entidades financieras locales como son las Cooperativas de Ahorro y Crédito o Mutuales, proveniente de las indemnizaciones, compensaciones o jubilaciones de los trabajadores que fueron petroleros.

- Los recursos monetarios que por la Ley de Coparticipación Tributaria son asignados por el Gobierno Nacional para la puesta en marcha de los PDMs (Planes de Desarrollo Municipal) bajo la directa responsabilidad del Gobierno Municipal.

- Los giros efectuados desde el primer quinquenio de la década del 2000 para los familiares que quedaron en Camiri, de los algo más de 1000 camireños que emigraron a Europa en búsqueda de alguna oportunidad de trabajo que no se las brindaba la tierra natal.

Y en menor grado, por:
- Los esporádicos recursos monetarios efectuados por los visitantes en las fechas de festividades, homenajes, eventos deportivos o culturales, ferias exposición que se programan para ser efectuados dentro del municipio.

- Las ayudas monetarias que reciben las organizaciones campesinas guaraníes con oficinas en Camiri (APG) para el desarrollo de proyectos.

Sin embargo, y referidos específicamente a la entidad que detenta la responsabilidad de la administración municipal y por ende de su desarrollo, lo cual está signado por la ley de Participación Popular y ley de Municipalidades; por su trabajo no arrojan resultados perceptibles de un despegue del ansiado desarrollo; manteniéndose todo el municipio en un estado de no solo empantanamiento por la inacción, sino también de un posible hundimiento por el surgimiento y crecimiento de las poblaciones aledañas, que empiezan a crear y estructurar sus propias actividades de servicio, restándole al municipio camireño, los potenciales “clientes” que venían a satisfacer sus necesidades en Camiri; generándose con ello el consciente de los habitantes un estado de desesperanza en el futuro que irremediablemente provoca la emigración de la juventud y por tanto del capital humano instalado.
El municipio de Camiri posee ciertos y considerables factores de producción que deben ser identificados y cuantificados; y a cuestionar el porqué, a pesar de la elaboración y ejecución de sucesivos Planes de Desarrollo Municipal –PDMs– no obtiene perceptibles ingresos, no tiene la capacidad general de atraer inversiones, incrementar su productividad y obtener algunos productos adecuado en costo y calidad que lo identifiquen y posicionen regionalmente; y no tiene capacidad en términos de dotación de factores, calidad de las instituciones y de las políticas en determinado momento; no lleva a concluir que en la actualidad no es o no tiene las suficientes condiciones para ser un municipio competitivo, Por lo que, para mejorar la deficiente competitividad del municipio lo debemos analizar, son los factores que inhiben su competitividad.

## Educación

### Facultad Integral del Chaco
A mediados de la década de los 60s, en la mente de los profesionales y trabajadores de base que desarrollaban actividades en el Distrito Sur de la empresa estatal del petróleo YPFB, que tenía asiento en la localidad de Camiri, germinaba la idea de organizar y poner en marcha un ente de formación de mayor grado y categoría educativa que los que en ese entonces ya funcionaban en Camiri, como eran los institutos de dactilografía, secretariado, y otros. La idea fue apropiada por la totalidad de la población camireña, por lo que a iniciativa de las principales autoridades técnicas y dirigentes sindicales de este distrito petrolero, echaron a andar, aún sin respaldo académico o legal, un establecimiento de formación técnica al que empezaron a llamar Instituto Politécnico, que inicialmente desarrolló actividades en la Biblioteca de la Sede Sindical de los Trabajadores Petroleros. El 29 de abril de 1983 el Ilustre Consejo Universitario de la Universidad Gabriel René Moreno incorporó al Instituto Politécnico de Camiri a la universidad. El 17 de agosto de 2000 se autorizó la denominación de "Facultad Integral del Chaco" a la que anteriormente se denominaba Facultad Politécnica Camiri, por ajustarse este nombre de manera más coherente a la nueva identidad de esta "Unidad Académica". Desde ese entonces y hasta la fecha desarrolla actividades bajo ese nombre, contando con 2700 alumnos activos en 2008.

## División

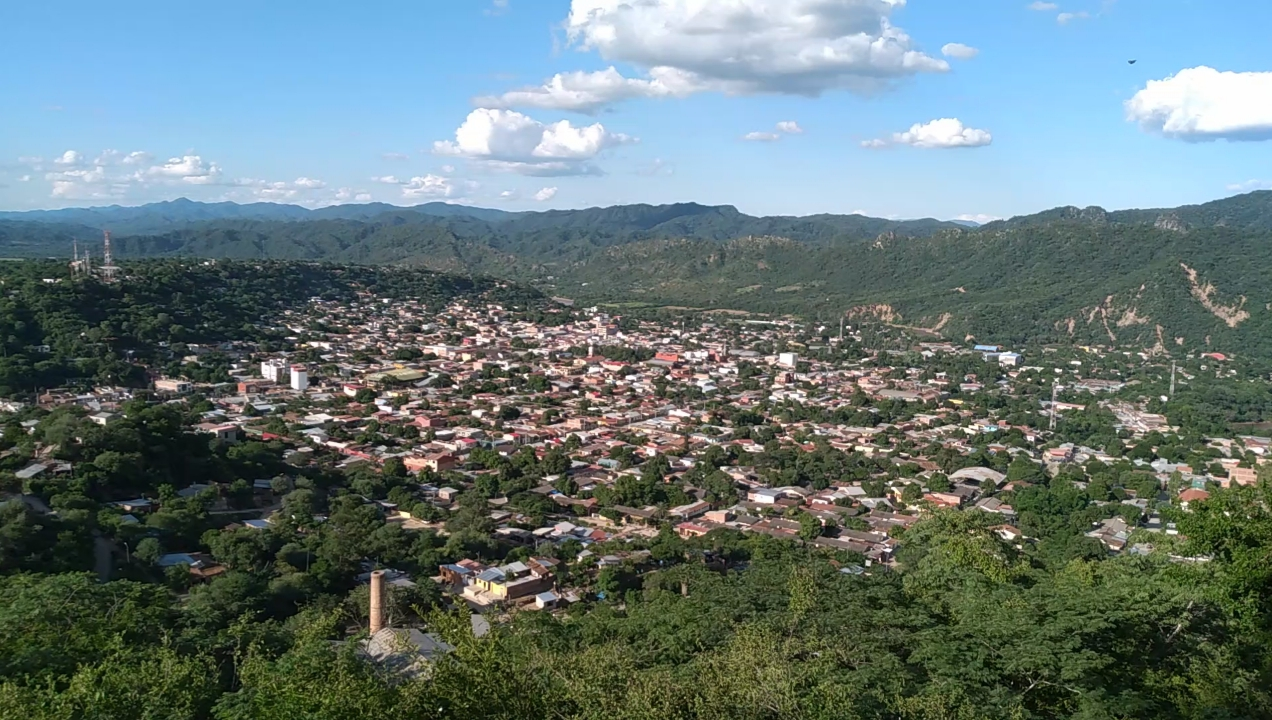
Vista panorámica de la ciudad de Camiri desde el mirador de YPFB

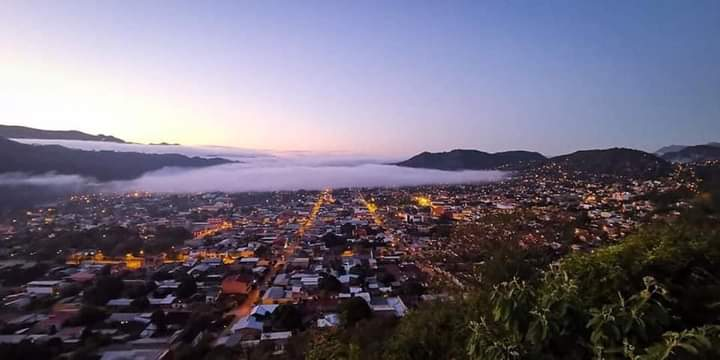
Vista de la ciudad de Camiri desde el Mirador San Francisco de Asís

Camiri se divide en 11 distritos urbanos y 1 rural, los cuales son:
- Distrito 1  - Central
- Distrito 2  - Zona Iturralde
- Distrito 3  - Zona ex-campamento
- Distrito 4  - San José
- Distrito 5  - Zona Barrio Lindo
- Distrito 6  - San Antonio
- Distrito 7  - Zona Panamericana
- Distrito 8  - Ciudad Satélite
- Distrito 9  - Choreti
- Distrito 10 - Zona La Williams
- Distrito 11 - Itanambikua'

## Transporte
Camiri se encuentra a 292 km por carretera al sur de Santa Cruz de la Sierra, la capital departamental. Desde Santa Cruz, la carretera pavimentada Ruta 9 recorre hacia el sur hasta Camiri, y desde allí otras 155 millas hacia el sur hasta Yacuiba en la frontera con Argentina.
Camiri cuenta con la terminal de buses Isaac Ortuño Padilla que da servicios a nivel interprovincial e interdepartamental, también con el Aeropuerto Grán Parapetí Camiri que da servicios a nivel nacional. Tiene una pista de tierra que sirve para aviones pequeños, generalmente "expresos".
El transporte público dentro de la ciudad se realiza con minibuses y taxis.

## Religión
La religión mayoritaria es el catolicismo, dirigida por los Franciscanos como una tierra de misión estructurada con el nombre de Vicariato apostólico de Camiri, que cuenta con 23 Parroquias. Su obispo actual es el Monseñor Jesús Galeote Tormo, OFM.

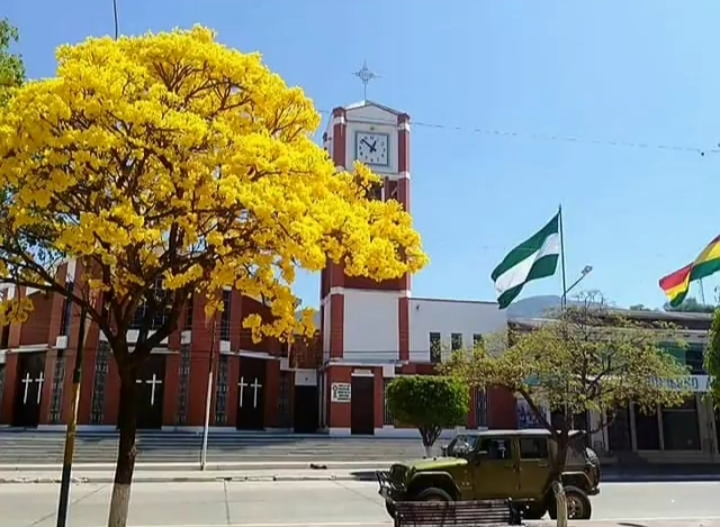
Vista de la Catedral San Francisco de Asís se aprecia un Lapacho en flor.

Limita al norte con la Arquidiócesis de Santa Cruz de la Sierra y la diócesis de San Ignacio de Velasco, al este con la República del Paraguay, al sur con la diócesis de Tarija y al oeste con la Arquidiócesis de Sucre. Tiene una extensión de 104 000 km² donde vive una población de 131 500 habitantes.
El territorio de este Vicariato comprende una vasta zona del antiguo territorio del Chaco, habitado por chiriguanos, tapietes, matacos y otras tribus de etnia guaraní, que por mucho tiempo se resistieron a la obra evangelizadora de los jesuitas, franciscanos, dominicos y agustinos.
La primera misión estable, aunque de breve duración, fue fundada por los Padres Jesuitas a fines del XVII a orillas de río Grande.
Desde 1771 los franciscanos de Tarija establecieron numerosas misiones entre los ríos Grande y Parapetí, que duraron hasta la guerra de la independencia, cuando los misioneros fueron expulsados por ser españoles, quedando las Misiones a cargo del Clero secular de Santa Cruz, que esporádicamente visitaba a los nuevos cristianos.
En 1854 se reinició la evangelización de la región por los Franciscanos de Tarija y de Potosí, que fundaron muchas reducciones para nativos y capellanías para la asistencia religiosa para los colonizadores blancos.
Desde 1905 se procedió a la secularización de las reducciones chaqueñas. Pero para mantener la unidad territorial, la Santa Sede con el Decreto “Optimo sane Consilio” del 22 de mayo de 1919, erigió el Vicariato Apostólico de Chaco en la sede de Cuevo confiado a la Provincia Franciscana de San Buenaventura de Toscana una (Italia).
Por decreto del 8 de enero de 1951 paso a denominarse “Vicariato Apostólico de Cuevo” para evitar confusiones con la identificación de un vicariato chaqueño del Paraguay. En 1976 trasladó su sede a Camiri.
Por Decreto del 29 de marzo de 2003 de la Congregación de la Evangelización de los pueblos, toma la denominación de "Vicariato Apostólico de Camiri"

## Himno a Camiri
Letra y Música: Profesor Godofredo Núñez

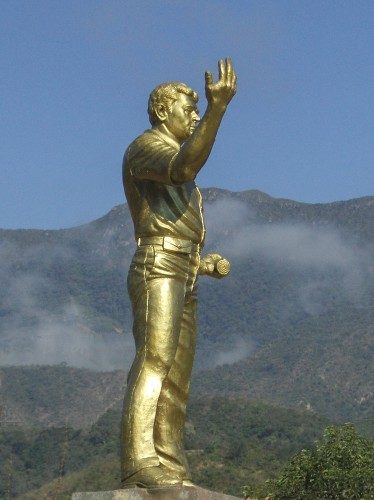
Abogado Enrique Parada Aguilera luchador por el desarrollo de Camiri.

Desde la cima de la Cordillera
hacia el fondo del pueblo viril
que orgullosa flamea nuestra enseña
bajo el cielo de un pueblo febril
Un jirón de la Patria que enaltece
el tesoro de sus minas sin fin
es Camiri y su inmenso petróleo
de Bolivia nuestro porvenir
Oh cantemos a nuestra bella Tierra
la canción de alegría fraternal
como hijos de Bolivia juremos
defender nuestro suelo oriental
Adelante Oh Camiri adelante
es el lema de toda la nación
con el alma henchida de esperanza
viva el pueblo de gran corazón